# 开伯尔-普什图省
开伯尔-普什图省，又称开伯尔-普赫图赫瓦省，2010年之前称为西北边境省，是巴基斯坦最小的省，由原联邦直辖部落地区和原西北邊境省合并组建，Khyber Pakhtunkhwa的意思是“开伯尔一侧的普什图人土地，其中Pakhtunkhwa一词的意思是“普什图人的土地”，而根据一些学者的说法，它指的是“普什图文化和社会”。向西和向北它与阿富汗接壤，向东与吉尔吉特-巴尔蒂斯坦省和阿扎德克什米尔相邻，向南比邻俾路支省、旁遮普省和联邦首都地区。它是普什圖和其它民族的家乡，省内使用的主要语言是普什图语，在乌尔都语中有时被称为Sarhad。其他语言还有俾路支語、布拉灰语、波斯语、乌尔都语等。

## 地理

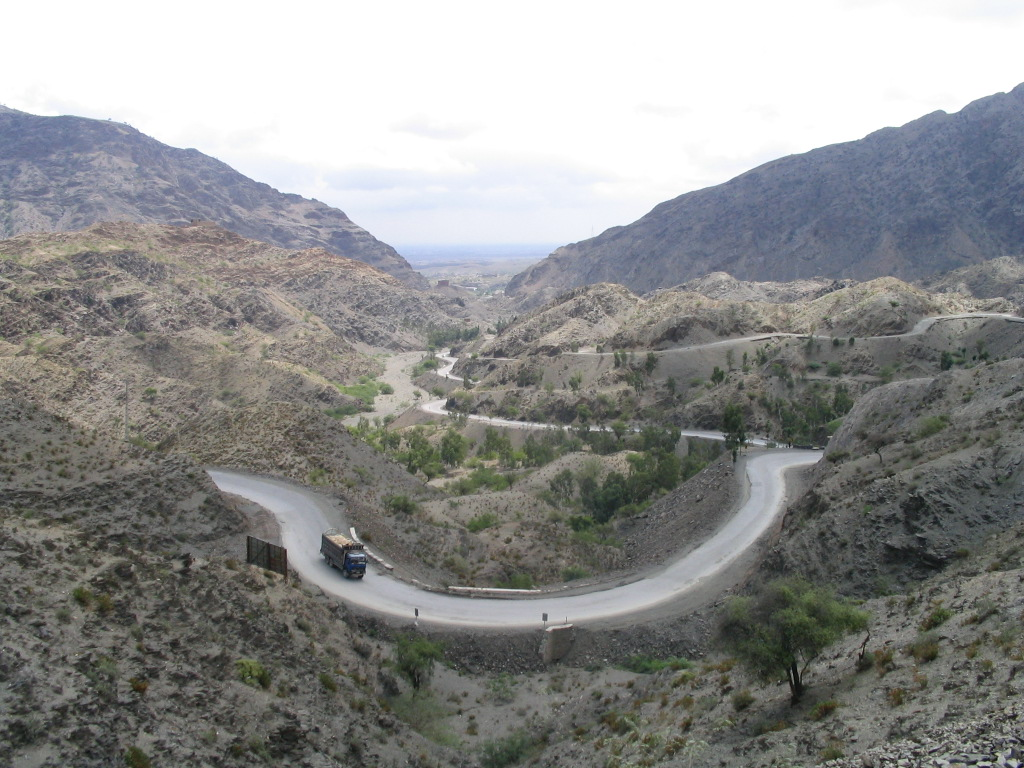
从开伯尔山口回顾巴基斯坦

开伯尔-普什图省主要位于中亚伊朗高原上，小部分延伸入南亚。西北邊境省的地质活动频繁。著名的开伯尔山口连接西北邊境省与阿富汗。在阿特克的印度河大桥是西部跨越印度河的重要地点。西北邊境省面积74,521平方公里。喀喇昆仑公路的西部端点赫韦利扬也位于这个省。省会和最大的城市是白沙瓦。其它重要城市有瑙仕拉、马尔丹、曼塞拉、恰尔萨达和阿伯塔巴德。
开伯尔-普什图省的主要区包括德拉伊斯梅尔汗县、本努县、戈哈特县、哈扎拉县、白沙瓦县等。
开伯尔-普什图省南部干燥多岩石，北部森林密布。夏季酷热，冬季严寒。虽然气候变化剧烈农业在西北邊境省非常重要。斯瓦特、卡拉姆等地的山地非常优美，是旅游胜景。
在白沙瓦的老城里游客还可以领会一个多元文化，白沙瓦的众多巴札（市集）可以使人联想起一千零一夜的故事。
塔克西拉是西北邊境省最著名的佛教遗址，其起源可以追溯到前1世纪。

## 人口与社会
开伯尔-普什图省的人口估计为2100万，这其中还不包括300万阿富汗难民和他们的后代。
开伯尔-普什图省，尤其在其低地和南部地区，最常用的语言是普什图语。最北部山区科伊斯坦地区还有其它民族，他们使用自己民族的语言。
阿富汗难民主要是普什图人，但还有约十万说波斯语的民族和说其它语言的民族。这些难民分布在整个省中。
几乎所有居民信仰伊斯兰教，其中逊尼派占多数，什叶派的十二伊玛目派和伊斯玛仪派是重要的少数教派。此外该省的吉德拉尔县内尚有数千卡拉什人仍保留着古老的传统信仰。

## 历史

### 古代
从古代至今的西北邊境省被许多不同的民族入侵。雅利安人、波斯、希腊、斯基泰、貴霜王朝、白匈奴、阿拉伯、突厥、蒙古、莫卧儿帝国、锡克人和英国相继入侵这个地区。公元前2000年到1500年雅利安人入侵，后来这些人分裂为今天的普什图族和住在北部的民族。
从前6世纪开始健馱邏國开始统治白沙瓦谷，后来白沙瓦成为貴霜王朝的首都。大流士二世、亚历山大、马可·波罗、温斯顿·丘吉尔等历史人物都曾来到这个地区。古代这个地区是一个佛教中心（烏仗那）。

### 伊斯兰的到达
当一千年末时阿拉伯和突厥占领这个地区时佛教在这里依然占主要地位。但随着时间的推移当地人转换为伊斯兰教了，但他们还是保持了一些当地的传统。这个地区成为一些伊斯兰王国如加兹尼王国和伊兒汗國的一部分。从世界各地的穆斯林国家以及从南亚的穆斯林国家有神学家、官员、士兵、商人、科学家、建筑师、教育家等来到这里。
今天的西北邊境省地区是莫卧儿帝国与波斯萨非王朝之间的重要边境。莫卧儿皇帝奥朗则布统治时期曾在这里驻重兵。1747年在一次支爾格大会上当地的普什图部落联盟决定加入艾哈迈德沙·杜兰尼建立的杜兰尼王朝。直到英国人到达前这里主要属阿富汗。

### 英统时期
英国与俄罗斯之间对中亚的争夺（大博弈）导致了一系列被称为英阿战争的战争。其结果是阿富汗的分裂。英国占领了今天的西北边境省地区，并确立了杜兰线作为英占南亚的边境。这条线今天标志着阿富汗与巴基斯坦之间的边境。这条边境以当时英国外长命名，由阿富汗和英国签署，它蓄意将普什图族的地区一分为二。

### 巴基斯坦独立后
1947年巴基斯坦独立后西北邊境省公投决定加入巴基斯坦。但是1949年阿富汗的部族首领大会宣布杜兰线无效。1950年代里阿富汗支持西北邊境省内的分离运动，这个事件始终是阿富汗与巴基斯坦之间的冲突点，直到1979年苏联入侵阿富汗。苏联入侵阿富汗后约500万阿富汗人逃往巴基斯坦，主要逃入西北邊境省。1980年代里西北邊境省是抵抗苏联的游击队的支援基地。
在苏联撤军后西北邊境省依然与阿富汗的内战和命运息息相关。塔利班就是在阿富汗与巴基斯坦的边境地区起家的，他们几乎控制了整个阿富汗。九一一袭击事件后西北邊境省成为美国领导的反恐战争的前线之一。
2010年3月31日，巴基斯坦宪法修改委员会签署了一项名为“第18修正案”的宪法改革草案，将该国“西北边境省”正式更名为“开伯尔-普什图省”。
2018年5月31日，联邦直辖部落地区正式并入开伯尔-普什图省。

## 行政区划
开伯尔-普什图省原本分成25个县，其中科伊斯坦县於2014年拆分成上、下兩縣，因而變成26個縣。

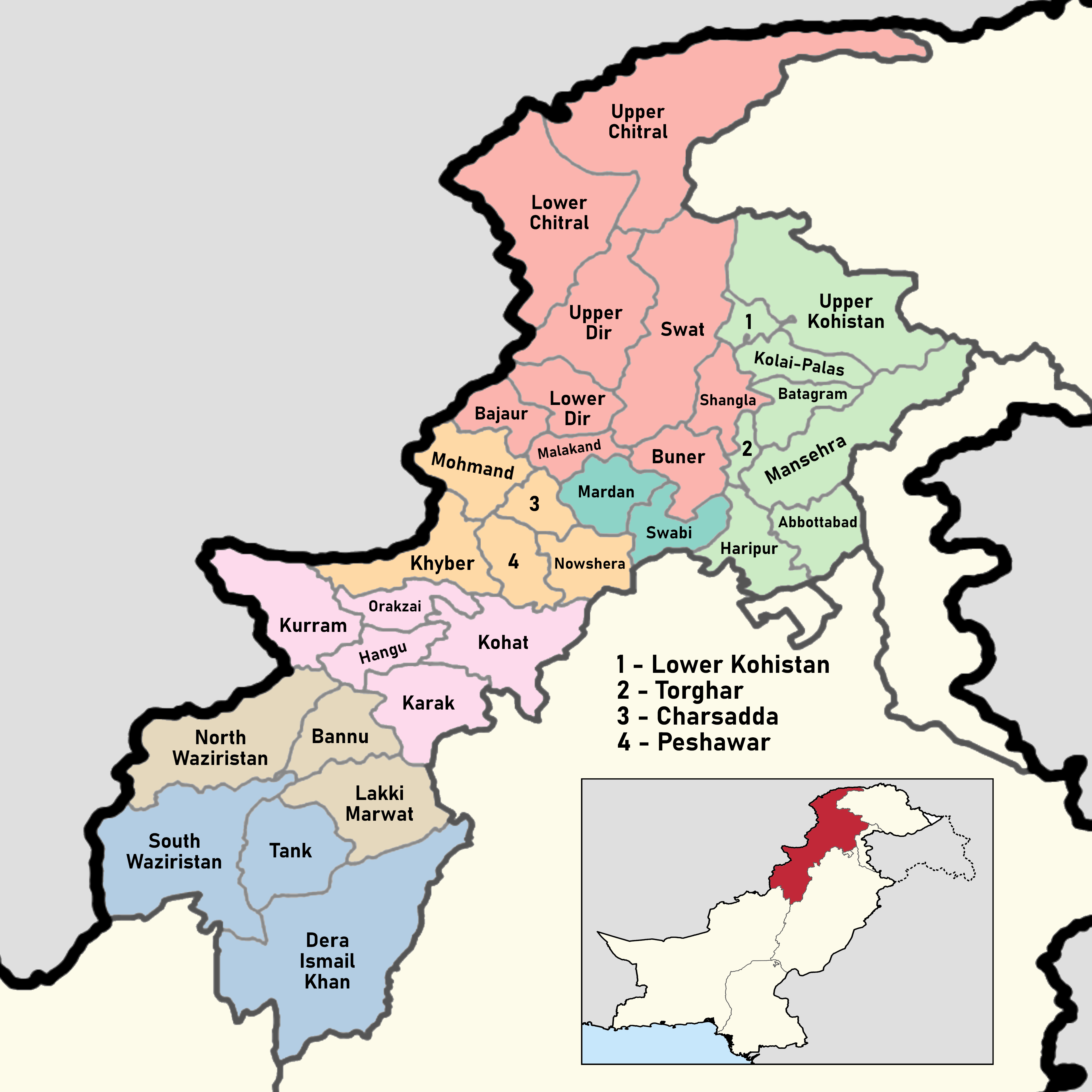
The districts of Khyber Pakhtunkhwa. Colours correspond to divisions.

| 序 | 縣名             | 縣治           | 面積 (km²) | 人口 (2014) |
| -- | ---------------- | -------------- | ---------- | ----------- |
| 1  | 阿伯塔巴德縣     | 阿伯塔巴德     | 1,967      | 1,182,000   |
| 2  | 本努县           | 本努           | 1,227      | 1,073,000   |
| 3  | 巴塔格兰县       | 巴塔格兰       | 1,301      | 455,000     |
| 4  | 布內尔县         | 達格           | 1,865      | 937,000     |
| 5  | 恰尔萨达县       | 恰尔萨达       | 996        | 1,626,000   |
| 6  | 吉德拉尔县       | 吉德拉尔       | 14,850     | 478,000     |
| 7  | 德拉伊斯梅尔汗县 | 德拉伊斯梅尔汗 | 7,326      | 1,439,000   |
| 8  | 汉古县           | 汉古           | 1,597      | 531,000     |
| 9  | 哈利普尔县       | 哈利普尔       | 1,725      | 692,228     |
| 10 | 喀拉克县         | 喀拉克         | 3,372      | 729,000     |
| 11 | 戈哈特县         | 戈哈特         | 2,545      | 949,000     |
| 12 | 上科伊斯坦县     | 達蘇           | 7,492      | 472,570     |
| 12 | 下科伊斯坦县     | 帕坦           | 7,492      | 472,570     |
| 13 | 拉基玛瓦县       | 拉基玛瓦       | 3,164      | 815,000     |
| 14 | 下第尔县         | 提摩嘎拉       | 1,582      | 1,244,000   |
| 15 | 马拉坎县         | 巴特凱拉       | 952        | 452,291     |
| 16 | 曼瑟拉县         | 曼瑟拉         | 4,579      | 1,700,000   |
| 17 | 马尔丹县         | 马尔丹         | 1,632      | 2,369,000   |
| 18 | 瑙谢拉县         | 瑙谢拉         | 1,748      | 1,394,000   |
| 19 | 白沙瓦县         | 白沙瓦         | 1,257      | 3,575,000   |
| 20 | 香拉县           | 阿爾普里       | 1,586      | 733,000     |
| 21 | 斯瓦比县         | 斯瓦比         | 1,543      | 1,654,000   |
| 22 | 斯瓦特县         | 塞杜沙里夫     | 5,337      | 2,161,000   |
| 23 | 坦克县           | 坦克           | 1,679      | 393,000     |
| 24 | 托嘎縣           | 托嘎           | 497        | 185,000     |
| 25 | 上第尔县         | 第尔           | 3,699      | 452,291     |

## 经济
由于政治和秩序上的稳定近年来开伯尔-普什图省的经济有所恢复。农业依然是省内的重要经济分支，产物包括小麦、玉米、米、甘蔗和水果。白沙瓦建立投资了一些制造工业和高科技工业的企业，为当地人提供了新的工作。全省为降低失业率建立了许多工业区，到处都有小型的武器工厂。
此外，与阿富汗的贸易也依然重要，尤其是來自阿富汗的非法毒品通过西北邊境省輸出，传向世界各地。
开伯尔-普什图省与阿富汗的关系依然非常密切，它是巴基斯坦对中亚贸易（包括石油和天然气管道）的自然桥梁。中巴经济走廊也经过此地。

## 教育
西北邊境省近年来居民教育水平和程度提高迅速。白沙瓦大学是省内著名的学府。

## 民族音乐
普什图的民族音乐在西北邊境省传统悠久，非常普及。
科瓦族的民族音乐在吉德拉尔和斯瓦特北部普及，它与普什图的民族音乐很不一样。
在吉德拉尔还有一种由单簧管组成的乐队音乐很普及。这种音乐往往在进行曲棍球比赛或者跳舞时演奏。这种音乐在比邻的北部地区也有演奏。

## 社会问题
开伯尔-普什图省始终面临着在國際上形象不良的问题。即使在巴基斯坦國內这个省也有“极端”和“落后”的名声。在这个省里有伊斯兰党派成立，有人认为塔利班目前藏在这个省里。但也有人认为这些问题被夸大，在西北邊境省并不成一个问题。虽然西北邊境省曾湧入上百万的阿富汗难民，但現在许多難民已經融入了当地社会，並為当地的经济發展做出了很大的貢獻。
当地局势较为动荡，西北部冲突持续，属巴基斯坦塔利班主要活动区域。中方企业承建的开普省达苏水电站项目出勤班车在赴施工现场途中分别于2021年7月和2024年3月先后两次遭遇爆炸。已造成共十几名中方人员遇难。